# Hecelchakán (plaats)
Hecelchakán (Yucateeks Maya: He'elelchak'an) is een stad in de Mexicaanse staat Campeche. Hecelchakán heeft 9.974 inwoners (census 2005) en is de hoofdplaats van de gemeente Hecelchakán.